# Mariborska knjižnica
Mariborska knjižnica je javna splošna knjižnica s sedežem na Rotovškemu trgu 2 (Maribor). Ustanovljena je bila leta 1949. Svojo dejavnost namenja najširši javnosti: vsem prebivalcem v njihovem bivalnem in delovnem okolju, v mestu Mariboru in širši regiji. Mariborsko knjižnico sestavljajo posamezne enote (knjižnice)v Mariboru in širši okolici (18 enot in bibliobus).
Mariborska knjižnica je namenjena vsem starostnim skupinam prebivalcev. Omogoča izposojo bogatega knjižnega gradiva, medknjižnično izposojo, uporabo javno dostopnih računalnikov in spletnih servisov, ponuja storitve za različne ciljne skupine obiskovalcev (otroci, mladostniki, odrasli, starejši odrasli - upokojenci). Otroci si lahko v enotah Mariborske knjižnice izposodijo tudi igrače in družabne igre, se igrajo v knjižnični igralnici in prisluhnejo pravljičnim uram, medtem, ko si starejši bralci radi ogledajo katero izmed razstav, se udeležujejo različnih prireditev itd. Uporabnikom je na voljo tudi izposoja videokaset, glasbenih cd-jev in dvd-jev s filmi različnih žanrov.
Posebnost Mariborske knjižnice je Bibliobus. Gre za potujočo enoto knjižnice, ki obiskuje kraje na področju Maribora in v okolici. Bibliobus je namenjen tako otrokom, najstnikom, kot tudi odraslim in je idealna možnost, da uporabnik pride do želenih knjig tudi tedaj, ko zaradi takšnih in drugačnih razlogov ne more do knjižnice.

## Območje delovanja
Deluje na območju 12 občin, kar pomeni zaokroženo 180.000 prebivalcev: 
- Mestna občina Maribor
- občine Duplek
- Hoče – Slivnica
- Kungota
- Lovrenc na Pohorju
- Miklavž na Dravskem polju
- Pesnica
- Rače – Fram
- Ruše
- Selnica ob Dravi
- Starše
- Šentilj.

## Enote Mariborske knjižnice
Mariborsko knjižnico sestavljajo enote: Knjižnica Rotovž, Čitalnica, Pionirska knjižnica Rotovž, Knjižnica Tabor, Knjižnica Nova vas, Pionirska knjižnica Nova vas, Knjižnica Pobrežje, Knjižnica Tezno, Knjižnica Janka Glazerja, Knjižnica Bistrica ob Dravi, Knjižnica Duplek, Knjižnica Hoče, Knjižnica Kamnica, Knjižnica Lovrenc na Pohorju, Knjižnica Pekre, Knjižnica Pesnica, Knjižnica Studenci, Knjižnica Šentilj in bibliobus.